# Sicyonia longicornis
Sicyonia longicornis is een tienpotigensoort uit de familie van de Sicyoniidae. De wetenschappelijke naam van de soort is voor het eerst geldig gepubliceerd in 2003 door Crosnier.